# نيكولا جامبور
نيكولا جامبور (بالكرواتية: Nikola Jambor)‏ (25 سبتمبر 1995 بكوبريفنيتسا في كرواتيا - ) هو لاعب كرة قدم كرواتي في مركز الوسط. لعب مع نادي لوكيرين ونادي هجر السعودي.

## روابط خارجية
- نيكولا جامبور على موقع قاعدة بيانات كرة القدم.إي يو (الإنجليزية)
- نيكولا جامبور على موقع Soccerway.com (الإنجليزية)